# كتائب الدفاع الوطني
ان كتائب الدفاع الوطني كانت وحدات شبه عسكرية كردية عراقية. نشأت في البداية من الميليشيات الكردية الموالية للحكومة والتي طرحا نظام عبد الكريم قاسم والتي استخدمت ضد المتمردين الأكراد في الستينات، استخدمت بشكل بارز جدا خلال الحرب الإيرانية العراقية، لا سيما خلال حملة الأنفال. وفي أعقاب الحرب، ثارت العديد من الوحدات في عام 1991 وانضمت إلى البيشمركة، على الرغم من أن الكتائب استمرت، ولو بقدرة أقل، إلى أن سقطت الحكومة البعثية في عام 2003.

## الهيكل
وقد نشأت هذه الوحدات في اوائل الستينات خلال عمليات مكافحة التمرد التي تقوم بها الحكومة العراقية ضد الاكراد. في السبعينات إستغلت الحكومة العراقية البعثية الانقسامات القبلية بين الأكراد وجندت مختلف زعماء العشائر وسمحت لهم بتشكيل ميليشيات من أتباعهم. وكانت هذه الوحدات مسلحة بأسلحة خفيفة ومكلفة بحراسة المناطق الكردية وتوفير المعلومات الاستخباراتية للجيش العراقي.
خلال الحرب الايرانية العراقية، كانت الكتائب تحت قيادة العمليات لمديرية الاستخبارات العسكرية وقيادة الجيش في القيادة الشمالية. وكان المكتب الشمالي لحزب البعث مسؤولا عن تشغيل ووضع السياسات للكتائب، فضلا عن تقديم تقارير عن الأنشطة السياسية لقادتها، والاحتفاظ بالسيطرة على المجندين الأكراد التابعين للكتائب.
وصور المكتب الشمالي الكتائب كجزء من خطة حزب البعث لحضارة الشعب الكردي وتحديثه وتحويلهم من عشائريين إلى مواطنين عراقيين. وبناء على ذلك، تطلب المرسوم الرئاسي من الرجال في سن التجنيد في المنطقة المتمتعة بالحكم الذاتي أن ينضموا إلى الكتائب. وعلى الرغم من الخطاب الرسمي الذي نُظِّم على طول الخطوط القبلية منذ البداية، كان زعماء القبائل الكردية مسؤولين عن تعزيز الكتائب والحفاظ عليها على حد سواء. واللقب الرسمي لزعماء العشائر الكردوية هو لقب مستشار في محاولة لاخفاء مدى خضوعهم لسلطة الحكومة المركزية وسياسة الحكومة، مع من اعتبروا غير فعالين أو يحتمل أن يكونوا غير مخلصين ليحل محلهم زعماء آخرون داخل عشائرهم أو يضطرون إلى حل وحداتهم. الآخرون، الذين اختاروا التمرد، أو الانشقاق، تم إعدامهم. كتيبة واحدة تم حلها لأن قائدها كان يدعي أنه كان يسيطر على 900 جندي، بينما في الواقع كان لديه 90 فقط. وتم تفكيك كتيبتين أخريين، وتم إعدام قادتهم، لأن أحدهم فشل في القتال ضد الإيرانيين إلى جانب القوات المسلحة العراقية، في حين حاول الآخر اغتيال قائد الجيش الخامس. في غضون ذلك، أعدم قائد الكتيبة 24 بعد فراره في مانكيش بمحافظة دهوك.
في المناطق الكردية بالأغلب، جاء قادة الكتيبة تحت إمرة فرع الحزب المحلي، وكل الكتائب الملحقة بمكاتب الحزب في نينوى والتأميم أربيل والسليمانية ودهوك. إدارة معسكرات التدريب والجلسات التعليمية مطاردة الفارين من الخدمة والمراقبة عن كثب لقادة الكتيبة والجنود كانت أساسية للعمليات الأمنية للمكتب الشمالي. بحلول عام 1987، كانت هناك 147 كتيبة، مجموعتان نحو 250 ألف رجل، والتي تشكّلت تقريباً 10 بالمئة من مجموع السكان الأكراد تحت سيطرة المكتب الشمالي. رغم ذلك، تم حلّ 5 كتائب في 1987، وبنهاية حملة الأنفال في أغسطس 1989، ازدادت القوات إلى 329 كتيبة مكونة من 412,636 جندياً. كان سبب هذا الزيادة الكبير هو التجنيد الإلزامي في نهاية حملة الأنفال.